# Характерологія
Характероло́гія  — вчення про характер. Як область дослідження розвинулась головним чином у німецькій психології у 1-й половині ХХ віку. Термін введений німецьким філософом Ю. Банзеном («Нариси по характерології», 1867).
Своєрідність психіки, тобто те, чим цілість однієї психіки різниться від цілости другої, називається характером психіки, а ділянку психології, що вивчає ці своєрідності, — характерологією.

## У психології
у психології — вчення про характер. Термін введений німецьким філософом Ю. Банзеном («Нариси по характерології», 1867). Як особлива область психологічних досліджень отримала розвиток здебільшого в німецькій психології 1-ї половини XX ст, що виходила значною мірою з ідей філософії життя, феноменології і ін., причому термін «характер» незрідка виступав як синонім особи.
Перший систематичний аналіз різних аспектів характеру дав Людвіг Клагес («Принципи характерології», 1910) на основі розвиненого їм вчення про вираження. У так званій конституціональній типології німецького психіатра Ернста Кречмера (1921) отримав закінчене вираження статичний підхід до характеру як певної незмінної структури основних меж, відповідної будови тіла (див. Темперамент), причому як психічна, так і соматична конституція визначається, за Кречмером, кінець кінцем природженими, перш за все ендокринними чинниками (близький Кречмеру у своїй морфологічній концепції характеру американський психолог В. Шелдон). У типології Карла Густава Юнга (1921) виділяються екстравертивний та інтравертивний типи характеру (особи), що відрізняються переважанням спрямованості (установкою) на зовнішній об'єкт або на внутрішній світ думок і переживань.
Динамічний і генетичний підхід до характеру набув поширення в психоаналізі (індивідуальна психологія А. Адлера і ін.), що відводить вирішальну роль у формуванні характеру подіям раннього дитинства; освіта тих або інших рис вдачі тлумачиться при цьому як своєрідний спосіб вирішення деякої конфліктної ситуації (у концепції В. Райха характер у цілому з'являється як «панцир», відчужена система захисних реакцій людини). У психоаналізі і різному перебігу, що йде від нього, глибинній психології робиться акцент на несвідомих і ірраціональних витоках характеру. У концепції німецького ученого Р. Хайса (1936) різноспрямованість потягів і здібностей розглядалася як основний конфлікт, що визначає формування характеру і особи. Ф. Лерш в роботі «Будова характеру» (1938, з 1951 під назвою «Будова особи»), що зіграла провідну роль в подальшому розвитку німецької характерології, спробував, відштовхуючись від теорій Фрейда і Клагеса, розвинути вчення про «шари» характеру, виділяючи у ньому внутрішню, «ендотимну» основу (настрої, відчуття, афекти, потяги тощо) і особову «надбудову».
В англо-саксонській психологічній літературі вивчення характеру із самого початку велося в рамках «дослідження особи»; після Другої світової війни 1939—1945 рр. і в німецькій психології термін «характер» витісняється терміном «особа».
Радянська психологія, виходячи з марксистського розуміння людини як сукупності суспільних стосунків, підкреслює соціально-історичну обумовленість характеру і розглядає його як складну єдність індивідуального і типологічного, як результат взаємодії спадкових завдатків і якостей, що виробляються в процесі виховання.

## У мовознавстві
У мовознавстві — напрям лінгвістичної типології. Виник у рамках Празького лінгвістичного кружка, очолюваного В. Скалічкой. Характерологія виходить з того, що зі всіх потенційно можливих структурно-типологічних меж (характеристик) мови в кожній мові реалізуються переважно ті, які можуть розглядатися як взаємообумовлені або взаємно сприятливі; поєднання деяких структурних властивостей мови може бути і нейтральним. Сукупність взаємообумовлених ознак складає загальний тип або характер мови і зумовлює міру відносної стійкості його структури. Так, що ізолює типа мови характеризується поєднанням таких ознак, як сильне зіставлення кореневих і службових (словозмінних і словотворчих) елементів, стислість слова, слабкий розвиток категорій частин мови, слабо виражене узгодження, нечисленність складних слів, твердий порядок слів.